# Abfackeln (Comic)
abfackeln ist ein Comic von Nino Paula Bulling, der im Jahr 2022 bei Edition Moderne herauskam. Bulling erzählt darin von Ingken, die sich nicht mehr als Frau fühlt. Sie wird dabei von ihrer Partnerin Lily unterstützt. Die Entwicklung von Ingken findet vor dem Hintergrund der globalen Klimakrise statt.

## Inhalt
Im Mittelpunkt von abfackeln steht das Paar Lily und Ingken. Während Lily mit sich im Reinen zu sein scheint, hadert Ingken mit sich, da sie sich nicht mehr als Frau fühlt. Unterstützt von Lily ist Ingken auf der Suche nach einer neuen, selbstbestimmten Identität, wozu auch ein neuer (maskulinerer) Name gehören soll. So spielt Ingken beispielsweise mit dem Gedanken, sich Henri zu nennen, verwirft den Gedanken aber schnell wieder. Dabei wird Ingken von Selbstzweifeln geplagt und stellt sich fortwährend die Frage, wie stark der Umbruch ausfallen soll, ob und wenn ja welche Aspekte der alten Persönlichkeit verschwinden oder bleiben sollen. Die Geschichte begleitet Ingken und Lily von Frühling bis Herbst, was der Winter bringt bleibt offen.
Die persönliche Entwicklung von Ingken findet vor dem Hintergrund des menschgemachten Klimawandels statt. Über das Smartphone kann Ingken die Auswirkungen weltweit nachverfolgen, beispielsweise mit Hilfe von Videos zu Buschbränden in Australien (wobei Ingken eine Neigung zum Doomscrolling hat), aber auch im nahen Umfeld sind die Effekte bereits bemerkbar, unter anderem durch Trockenheit auf dem Land. Bezüglich ihrer persönlichen Entscheidung fragt sich Ingken, warum sie solange damit gewartet hat und wie sie es so lange ohne diese ausgehalten hat. Der Blick auf das Klima führt zu ähnlichen Gedanken, da spätestens seit den 1970er Jahren klar ist, dass sich etwas am globalen Verhalten ändern muss, um negative Effekte durch den Menschen zu vermeiden. Über beidem schwebt die Frage, ob es für radikale Veränderungen zu spät sein kann.
Letztendlich trägt die Veränderung von Ingken zum schleichenden Bruch der Beziehung bei, ohne ausschlaggebend zu sein. Lily hatte innerlich schon länger mit der Beziehung abgeschlossen und pflegt eine Affäre mit Anya. Trotzdem versucht Lily Ingken im Rahmen ihrer Möglichkeiten zu unterstützen. Erst gegen Ende der Geschichte trennt sie sich von Ingken, die kurz darauf jemanden kennenlernt.

## Entstehung und Stil
Bulling arbeitete ungefähr zwei Jahre lang an dem Buch. Etwa ein Jahr im Schaffensprozess erhielt Bulling die Einladung zur documenta fifteen. In Abstimmung mit der kuratorischen Leitung wurde entschieden, abfackeln auch dort zu präsentieren. Nach archiv- und recherchebasierten Comicreportagen zu politischen Themen, wie etwa Im Land der Frühaufsteher und Bruchlinien: Drei Episoden zum NSU, ist abfackeln eher persönlich geprägt und resultiert aus einer Phase der Introspektion.
Durch die beiden Handlungsebenen „Transidentität“ und „Klimakrise“ verbindet Bulling inhaltlich den inneren Umbruch mit einer von außen getriebenen Veränderung. Laut Bulling gehe es dabei explizit um „Körper und Affekte“. Spreche man über Transidentitäten, so fänden im Hintergrund ebenfalls die gesellschaftlichen Debatten dazu statt, obwohl diese in der Geschichte nicht explizit auftauchten. Dabei werde Transmenschen oft die Selbstbestimmung über ihren eigenen Körper abgesprochen, indem auf eine vermeintliche Ordnung der Natur und mystifizierte Vorstellungen von Natürlichkeit herangezogen werden. Bulling sieht darin einen starken Widerspruch zur menschgemachten Klimakrise, in der es unberührte Natur längst nicht mehr gebe.

„Es geht in dem Buch darum, eine Spannung aufzubauen und eine Erwartung zu wecken, die dann nicht eingelöst wird. Es geht gar nicht darum, eine Entscheidung zu fällen, sondern diesen Zustand der Ambivalenz für sich anzunehmen.“

Bulling setzt die Figuren mit einer einfach gehaltenen Linienführung in Tusche um. Den wenigen, oft nur angedeudeten Strichen lässt Bulling viel Raum. Viele Bilder sind aus Bullings Skizzenbuch übernommen, auch Freunde haben für die Zeichnungen Modell gestanden. Die Illustrationen sind hauptsächlich in Schwarz-weiß gehalten, für bestimmte Elemente des Comics verwendet Bulling allerdings ein kräftiges Rot, nämlich für die Panelränder, das Lettering (einschließlich der Seitenzahlen), die Lautmalerei, Bewegungslinien von Insekten und Flammen (zum Beispiel die der australischen Buschbrände oder einer Kerze). Texte und Dialoge verwendet Bulling eher sparsam. Die aufgeworfenen Fragen, etwa ob es für eine einschneidende Veränderung zu spät sein kann, beantwortet der Comic nicht. Gezeigt wird der Weg von Ingken und Lily durch Frühling, Sommer und Herbst, für den Winter bleiben die Seiten leer, um den Lesern Platz für eigene Gedanken und Zeichnungen zu geben. Der Umschlag von abfackeln ist mit zwei verschiedenen Papiersorten gestaltet. Während das Titelbild mit festem Karton ein Hardcover ist, bleibt die Rückseite mit weichem Papier als Softcover offen. Der Buchrücken bleibt ebenfalls frei, sodass die rote Fadenbindung sichtbar bleibt.

## Veröffentlichungen
Der Comic erschien 2022 bei Edition Moderne. Mit abfackeln präsentiert Bulling das zu diesem Zeitpunkt längste Werk mit 160 Seiten Umfang. In Zusammenarbeit mit Colorama Books veröffentlichte der Verlag im gleichen Jahr eine englische Ausgabe als firebugs.

## Rezeption
Jule Hoffmann hält bei Deutschlandfunk Kultur fest, der aufwendig gestaltete Band erzähle von der „Beziehung zwischen Lily und Ingken, die sich nicht mehr als Frau fühlt, von persönlichen Krisen und Umbrüchen, von Intimität, Liebe und Freundschaft“. So wütend der Titel des Comics klingen möge, so „zögerlich und poetisch ist sein Inhalt“. Die Figuren seien mit wenigen Strichen gekonnt skizziert; „[u]nperfekt, angedeutet, schön“.
Häufig stehe eine Minimum an Wörtern pro Comcseite für eine vereinfachende Perspektive des Autors, so Brian Nicholson in The Comics Journal, bei firebugs zeige die sparsame Verwendung von Sprache eher eine Reihe unartikulierter Ambivalenzen in Bezug auf eine komplexe Situation. Die Texturen seien vielfältig, die Pinselstriche zielsicher und anmutig, die Nicholson an die Pinselführung von Henri Matisse erinnern. Dass sowohl Gesichter als auch Körper der Figuren keiner traditionellen Schönheitsnorm folgten, wertet er als bewusste Entscheidung von Bulling. Die Bildkompositionen böten insgesamt genug Tiefe, um Momente der Stille zuzulassen, so dass Leser darüber nachdenken könnten, was die Figuren gerade fühlen und warum. „Feuer“ könne man als eine Metapher verstehen, deren Bedeutung jede Figur für sich selbst herausfinden müsse (und damit in zweiter Linie auch die Leser), ob es sich dabei eher um einen Ort der Wiedergeburt oder der Zerstörung handeln mag.

## Ausstellungen
Für die documenta fifteen zeichnete Bulling mit Pinseln und schwarzer Tusche auf große, rechteckige Seidentücher. Die Bilder greifen den Inhalt von abfackeln auf und erweitern ihn, beziehen sich dabei aber eher lose auf die Handlung des Comics. Für die Ausstellung hingen die Tücher frei an roten Metallgittern, die den Panelumrandungen in der Comicveröffentlichung nachempfunden sind. Der Comic lag ebenfalls zum Lesen aus. Die Installation war vom 18. Juni bis zum 25. September 2022 in der Hafenstraße 76 zu sehen, einem der 32 Standorte der documenta in Kassel. Bulling hatte sich den Veranstaltungsort aussuchen und die Ausstellung speziell für ihn entwerfen können. Comics waren auf der documenta bis dahin eher selten vertreten, im Jahr 2022 waren erstmals zwei Comic-Künstler gleichzeitig zu Gast; neben Bulling noch der Australier Safdar Ahmedt.
Die Galerie 21 im Vorwerkstift zeigte zwischen dem 30. September und 2. Oktober 2022 abfackeln im Rahmen des Comicfestivals Hamburg. Für die Ausstellung entwickelte Bulling eine begleitende Installation im Raum.